# USS LST-986
O USS LST-986 foi um navio de guerra norte-americano da classe LST que operou durante a Segunda Guerra Mundial.